# أكيفالدو موسكيرا
أكيفالدو موسكيرا (بالإسبانية: Aquivaldo Mosquera)‏ (22 يونيو 1981 كولومبيا - ) هو لاعب كرة قدم كولومبي، يلعب كمدافع.

## روابط خارجية
- أكيفالدو موسكيرا على موقع قاعدة بيانات كرة القدم.إي يو (الإنجليزية)
- أكيفالدو موسكيرا على موقع ليكيب (الفرنسية)
- أكيفالدو موسكيرا على موقع ناشيونال فوتبول تيمز (الإنجليزية)
- أكيفالدو موسكيرا على موقع Soccerway.com (الإنجليزية)
- أكيفالدو موسكيرا على موقع عالم كرة القدم.نت (الإنجليزية)
- أكيفالدو موسكيرا على موقع AS.com (الإسبانية)